# Raimundo Roger Trencavel
Raimundo Roger Trencavel (Albi, Francia; junio de 1185-Carcasona, 10 de noviembre de 1209) fue un miembro de la casa Trencavel, y heredó el vizcondado de Carcasona, Béziers, Albi y Rasez en Francia a la temprana edad de 9 años, a causa de la muerte de su padre Roger II Trencavel; y seis años después de morir su padre, falleció también su madre, Adelaida de Tolosa (hermana de Raimundo VI). Según las últimas voluntades de su padre quedó a cargo de su tutor Bertrand de Saissac, personaje de marcada tendencia cátara, herejía que en su vizcondado no solo era conocida y permitida, sino en muchos casos aprobada y protegida, lo cual le convirtió en el primer objetivo de los cruzados.
Fue armado caballero y tomó posesión de su principado occitano en 1200. Posteriormente, en 1206, se casó con Agnès de Montpellier, hermanastra de María de Montpellier, la esposa del rey Pedro II de Aragón.
Se convirtió en el adalid de Occitania contra los cruzados franceses durante la cruzada albigense y defendió heroicamente Carcasona en un largo asedio. Algunos autores le identifican con el personaje mítico Parzival.

## Asedio a Carcasona
El 22 de julio de 1209 el ejército cruzado asalta y derriba las murallas de Béziers y saquea la ciudad. Su fulminante victoria y posterior ensañamiento con la población (entre la población se contaban únicamente unos pocos perfectos y los cruzados pasaron a cuchillo a la ciudad entera), motivó al vizconde Raimundo Roger a defender Carcasona a toda costa.
El día 3 de agosto, el ejército cruzado inició el asalto; tras duros enfrentamientos la plaza resistía, pero el calor y la falta de agua obligaron al joven caudillo occitano a entablar negociaciones con los asaltantes, para ello apeló a la intervención de su cuñado el rey Pedro II de Aragón, pero este sólo consiguió de los jefes de la Cruzada el perdón para el vizconde y 12 caballeros que este eligiera. Trencavel rechazó la propuesta y el asedio continuó, pero la insostenible situación obligó a Raimundo Roger a aceptar las garantías de seguridad que le ofrecieron para asistir al campamento cruzado a negociar personalmente que se respetase la vida y se liberase a las 25 000 personas que se encontraban dentro de esa ciudad. Los jefes de la Cruzada, finalmente, aceptaron respetar la vida de los sitiados por lo que el vizconde Trencavel acordó la entrega de Carcasona.
A pesar de haberles rendido la ciudad, el legado papal Arnaud Amaury y el caballero Simón de Montfort, faltando a su palabra, lo retuvieron a la fuerza en el campamento de los cruzados y, posteriormente, lo encerraron en las mazmorras de su propio castillo, despojándolo de todos sus títulos y bienes en nombre de la Iglesia católica. Dos meses después murió, supuestamente de disentería, tal vez envenenado por orden del nuevo vizconde de Carcasona, Simón de Montfort.

## Leyenda
Algunos autores han identificado al occitano Trencavel con el mítico personaje Parzival del poema épico medieval del mismo nombre creado en el siglo XIII por el minnesänger alemán Wolfram von Eschenbach, que inspiró a Richard Wagner la ópera titulada Parsifal, estrenado en Bayreuth (Alemania) en 1882. La correlación entre ellos parece que fue expuesta, de forma esotérica, por von Eschenbach en su Parzival. En nuestra época, la misma identificación entre Parsifal y Raimundo Roger Trencavel ha sido confirmada, entre otros, por Otto Rahn en su Cruzada contra el Grial, Peter Berling en varias de sus obras de la serie Los hijos del Grial, Jean Blum en Misterio y mensaje de los cátaros y Joaquín Javaloys en su novela histórica Yo, Parsifal: el mítico caballero del Grial.